# Daniele Orsato
Daniele Orsato, né le 23 novembre 1975 à Montecchio Maggiore, est un arbitre international italien de football.
En 2020, il a été désigné meilleur arbitre masculin au monde par l'IFFHS (International Federation of Football History & Statistics).

## Biographie
Il a commencé sa carrière en tant qu'arbitre de la FIFA en 2010. Il a servi d'arbitre dans les matchs de qualification pour la Coupe du Monde 2014.
En 2016, Orsato a arbitré le huitième de finale aller de la Ligue des champions de l'UEFA 2015-2016 entre le PSV Eindhoven et l'Atlético Madrid.
Il a été l'arbitre du huitième de finale aller de la Ligue des champions de l'UEFA 2018-2019 entre Manchester United et le Paris Saint-Germain, match dans lequel il a donné dix cartons jaunes et a expulsé Paul Pogba à la 89e minute,.
Daniele Orsato a arbitré la finale de la Ligue des champions de l'UEFA 2019-2020 entre le Paris Saint-Germain et le Bayern Munich.
Le 20 novembre 2022, il dirige le match d'ouverture de la Coupe du monde de football 2022, opposant le Qatar, pays hôte, à l'Équateur, du match de la phase du Groupe C entre l'Argentine et le Mexique et la demi-finale entre l'Argentine et la Croatie.
Daniele Orsato a aussi arbitré la demi-finale retour de la Ligue des champions de l'UEFA 2023-2024 entre le Paris Saint-Germain et le Borussia Dortmund.